# Liste der Bodendenkmäler in Mitterfels
Auf dieser Seite sind die Bodendenkmäler in dem niederbayerischen Markt Mitterfels zusammengestellt. Diese Tabelle ist eine Teilliste der Liste der Bodendenkmäler in Bayern. Grundlage ist die Bayerische Denkmalliste, die auf Basis des Bayerischen Denkmalschutzgesetzes vom 1. Oktober 1973 erstmals erstellt wurde und seither durch das Bayerische Landesamt für Denkmalpflege geführt wird. Die folgenden Angaben ersetzen nicht die rechtsverbindliche Auskunft der Denkmalschutzbehörde.

## Bodendenkmäler in Mitterfels
| Lage                                                    | Objekt | Akten-Nr.     | Bild           |
| ------------------------------------------------------- | --- | ------------- | -------------- |
| Mitterfels Nähe Höfling (Standort)                      | Siedlung vor- und frühgeschichtlicher Zeitstellung. | D-2-7041-0234 |                |
| Mitterfels Steinhaus (Standort)                         | Burgstall des Mittelalters. | D-2-7042-0026 |                |
| Mitterfels Mitterfels, Burgstraße 1, 2 und 3 (Standort) | Untertägige mittelalterliche und frühneuzeitliche Befunde und Funde im Bereich von Schloss Mitterfels, darunter Spuren von Vorgängerbauten und der Befestigungsanlagen. Siehe auch: Burg Mitterfels | D-2-7042-0027 | weitere Bilder |
| Mitterfels Kreuzkirchen (Standort)                      | Abgebrochene mittelalterliche und frühneuzeitliche Pfarrkirche St. Margaretha in Kreuzkirchen, mit Vorgängerbauten und befestigtem Friedhof.                                                        | D-2-7042-0092 |                |
| Mitterfels Mitterfels, Burgstraße (Standort)            | Untertägige mittelalterliche und frühneuzeitliche Befunde und Funde im Bereich der katholischen Pfarrkirche St. Georg in Mitterfels. Siehe auch: St. Georg (Mitterfels)                             | D-2-7042-0094 | weitere Bilder |